# Терновка (Львовская область)
Терновка (укр. Тернівка) — село в Перемышлянской городской общине Львовского района Львовской области Украины.
Население по переписи 2001 года составляло 27 человек. Занимает площадь 0,65 км². Почтовый индекс — 81234. Телефонный код — 3263.